# Tico
Alex Chandre de Oliveira, plus connu sous le nom de Tico (né le 21 décembre 1977 à Curitiba au Brésil, et mort le 14 juin 2014), est un joueur de football brésilien.